# نور اردكاني
نور عصام أردكاني (Nour Issam Ardakani) هي مغنية وراقصة وعارضة أزياء لبنانية. تمثل حاليًا منطقة الشرق الأوسط وشمال إفريقيا في ناو يونايتد (now united)، وهي مجموعة بوب عالمية أسسها مدير سبايس قيرل (Spicy Girls) سيمون فولر.

## نبذة
ولدت نور في 30 نوفمبر 2001 في بيروت. تعيش مع والدتها ووالدها وشقيقين جاد وريان في مسقط رأسها. تتقن اللغات العربية والإنجليزية والفرنسية. ودرست التغذية والأعمال في الجامعة الأمريكية في بيروت. كما أنها تؤلف الأغاني وتعزف على البيانو والقيثارة.

## المسار المهني
في 21 سبتمبر 2020 أعلن عن أنها العضو السادس عشر في مجموعة البوب العالمية Now United، وشاركت في اختبارات المجموعة وتنافست كمرحلة نهائية مع علياء. قبل انضمامها إلى Now United، كانت لديها فرقة مع أصدقائها تسمى Front Row.
أغنيتها الأولى كعضوة في Now United هي حبيبي. أصدرت لاحقًا النسخة العربية من الأغنية.
أدت أول عرض لها في القرية العالمية بدبي مع أعضاء الفرقة.
في سن التاسعة عشرة، كانت نور أول لبناني يتم ترشيحه لجائزة (Meus Prêmios Nick)، النسخة البرازيلية لجوائز اختيار الأطفال من (Nickelodion).
ظهرت على غلاف مجلة (Cosmopolitan Middle East) وهي أول شخصية في تاريخ المجلة يتم بيع مليون نسخة منها.
ترشحت إلى فئة جائزة الجمهور لحفل جوائز الموركس وترشحت أغنية «حبيبي» لأفضل أغنية عربية.
فازت بجائزة في حفل (Arab Woman Awards). وأدت عرضا افتراضيا باسم (now love) في متحف اللوفر في عاصمة الإمارات أبوظبي.
وأخذت الإقامة الذهبية من دولة الإمارات.
أدت عروضًا مع أعضاء الفرقة في البرتغال. وأدت عرضًا مع أعضاء الفرقة في الحفل الكوري (World Is One).
أصدرت أول أغنية عربية (بدنا نحلم).
أجرت مقابلات مع ET Arabia و The Insider و MTV Lebanon و Jornal Al Khaleej و Al Arabiya و Al Jadeed .
غطت بعض المواقع الموسيقية الكبرى مثل Variety و The National News و NBC و Harper's Bazaar Arabia .

## Discography
| Year | Song                           |
| ---- | ------------------------------ |
| 2020 | Habibi                         |
| 2020 | Habibi حبيبي (النسخة العربية). |
| 2020 | One Love (feat. R3HAB)         |
| 2020 | Pas Le Choix (Manal Mix)       |
| 2020 | How Far We've Come             |
| 2021 | Lean On Me                     |
| 2021 | All Around The World           |
| 2021 | Turn It Up                     |
| 2021 | Fiesta                         |
| 2021 | Wave Your Flag                 |
| 2021 | IKOU                           |
| 2021 | بدنا نحلم (badna nehlam)       |

## Awards and nominees
| Year | Award             | Category         | Nominee                                    | Results   | ref |
| ---- | ----------------- | ---------------- | ------------------------------------------ | --------- | --- |
| 2021 | Murex d'Or        | Best Arabic song | Habibi حبيبي (Arabic version) - Now United | Nominated | [1] |
| 2021 | Murex d'Or        | Public Award     | Nour Ardakani                              | Nominated | [1] |
| 2021 | Arab Woman Awards | Young Talent     | Nour Ardakani                              | Winner    | [2] |